# CustomDir
CustomDir （カスタム・ディアー）は、株式会社スプラインが提供していたディレクトリ型検索エンジン構築ツールである。Open Directory Projectの日本語階層ウェブディレクトリのデータを改変した二次配布パッケージとウェブディレクトリ構築支援ツールを含むフリーソフトの総称である。
Open Directory Projectは、オープンコンテントであるため、そのデータ利用はライセンス下で自由度が高いものであったが、日本人が気軽に利用するには実際には多くの障壁があった。
- 多言語ディレクトリであるために、多くの文字コードが混在するなどの煩わしさ
- 全体のファイルサイズが、2GB以上であるためサーバの記憶容量を占有してしまうこと
- 契約文が英語で書かれているなどの語学的な難しさ
- ファイル作成のためにプログラムを組まねばならないような技術的な難しさ

などである。
それでも、ドイツ語などヨーロッパ諸語でのデータ利用は活発であった。
日本語に関しては、2002年当時、わずかにAAA! CAFEが利用するくらいであった（現在は利用していない）。二次配布サイトのThumbshotが登場した後も、多くの日本人にとって英語の壁はなお大きいものであった。
そして日本語化による再配布という発想でこの困難が解決された。
- 多くの日本人にとって、英語などの大部分の外国語ディレクトリは関係がない。
- 日本語階層だけに限定すれば、ファイルサイズを、100MB以下と小さくできる。
- 英語の契約文を和訳する。
- 解凍だけでファイルが作成される。

これをCustomDirが実践することで、日本語階層を利用するウェブサイトが増加しつつある。
ただし登録データは自動的に更新されるわけではないので、配布元のデータ更新を待つか設置者が手動で行なうしかないのが難点。
現在ではXOOPS用に生のデータをそのまま扱えるモジュールOpen Directory for XOOPSが配布されているので、
常時最新のデータを検索するにはこちらが便利だろう。
- CustomDir[リンク切れ] - Open Directory Licence の非公式な日本語訳[リンク切れ]

## 利用例
- 日本語全カテゴリ 
  - スプラインサーチ at the Wayback Machine (archived 2013-05-01) -2013年7月サービス終了
  - もなちゃとサーチ at the Wayback Machine (archived 2013-08-05)
  - グーナビ！[リンク切れ]
  - MIDI Forum[リンク切れ]
  - HPB_Maniax[リンク切れ]
  - B3Directory[リンク切れ]
  - Cool Directory[リンク切れ]
  - retroengine category[リンク切れ]
  - net-navi[リンク切れ]

- 日本語特定カテゴリ 
  - ビジネス/・ODP企業検索 at the Wayback Machine (archived 2013-11-21)